# Qabala
Qabala (também Gabala, Qäbälä, Gebele, Kutkashen, Kutkashin e Qutqashen; em azeri: Qəbələ) é a cidade mais antiga do Azerbaijão, capital do raion de Qabala. O município consiste da cidade homônima e da vila de Küsnət. Antes de 1991 a cidade era conheida como Kutkashen, porém após a independência do país a cidade recebeu o nome da cidade de Gabala, capital histórica do Reino da Albânia, cujo sítio arqueológico se localiza a cerca de 20 quilômetros a sudoeste.